# Cheongju KB Stars
O Cheongju KB Stars é um clube profissional de basquetebol sul-coreano sediado em Cheongju, Coreia do Sul. A equipe disputa a Women's Korean Basketball League.

## História
Foi fundado em 1963.

## Títulos

### Domésticos

#### Women's Korean Basketball League
- WKBL

Vice (4): 2002 (inverno), 2006 (inverno), 2012, 2015
- WKBL Temporada regular

Vitórias (2): 2002 (inverno), 2006 (verão)
Vice (2): 2004 (inverno), 2005 (verão)